# Christian Cantamessa
Christian Cantamessa (Savona, 4 ottobre 1976) è un autore di videogiochi, scrittore e regista italiano naturalizzato statunitense.
È famoso per avere scritto e diretto Air, scritto Red Dead Redemption e la serie Manhunt e curato il level design di Grand Theft Auto: San Andreas. È inoltre fondatore e CEO di Sleep Deprivation Lab, una ditta di produzione e consulenza per videogame nota per i suoi lavori su Rise of Tomb Raider, The Crew, Forza Horizon, Shadow of Mordor e Shadow of War. Cantamessa si occupa della scrittura e regia di vari progetti su diversi media, come film,, fumetti e video games.
Inizia la sua carriera in Italia, collaborando con Ubisoft e Trecision.
A ottobre 2024 ha fondato assieme a Davide Soliani, direttore creativo di Mario + Rabbids Kingdom Battle e amico di lunga data, lo studio Day 4 Night per lavorare a un nuovo videogioco inedito. 

## Opere

### Videogiochi
| Anno | Titolo                                  | Ruolo                                              | Note |
| ---- | --------------------------------------- | -------------------------------------------------- | --- |
| 2000 | Paperino: Operazione Papero             | Game design                                        | |
| 2001 | The Watchmaker                          | Game design, storia originale, supervisore qualitá | |
| 2004 | Manhunt                                 | Lead level designer e sceneggiatore                | |
| 2004 | Grand Theft Auto: San Andreas           | Level designer                                     | |
| 2007 | Manhunt 2                               | Lead designer e sceneggiatore                      | |
| 2010 | Red Dead Redemption                     | Lead writer e designer                             | Vince il premio Outstanding Achievement in Game Direction per Red Dead Redemption                                                                                        |
| 2012 | Forza Horizon                           | Additional writing                                 | |
| 2014 | La Terra di Mezzo: L'ombra di Mordor    | Cinematics regia, storia                           | Nominato per Direction in a Game, Cinema ai premi del National Academy of Video Game Trade Reviewers. Vince il premio Outstanding Achievement in Story agli AIAS awards. |
| 2014 | The Crew                                | Story                                              | |
| 2015 | Rise of the Tomb Raider                 | Story consultant                                   | |
| 2017 | La Terra di Mezzo: L'ombra della guerra | Story                                              | |

### Film
| Anno | Titolo                        | Ruolo                   | Note |
| ---- | ----------------------------- | ----------------------- | --- |
| 2015 | Air - I custodi del risveglio | Regista e sceneggiatore | Debutto alla regia, AIR è un thriller fantascientifico con Norman Reedus and Djimon Hounsou, prodotto da Robert Kirkman - creatore di The Walking Dead - e distribuito in tutto il mondo da Sony Pictures. |
| 2018 | Awake                         | Sceneggiatore           | La prima si è tenuta al SXSW 2018. Il film è una collaborazione fra StartVR con Screen Australia, HTC VIVE, Animal Logic, Microsoft Mixed Reality Capture Studios, Mike Jones e Christian Cantamessa.      |

### Fumetti
| Anno | Titolo            | Ruolo         | Note |
| ---- | ----------------- | ------------- | --- |
| 2017 | Kill the Minotaur | Sceneggiatore | Pubblicato da Image Comics. Skybound con la collaborazione di Universal è al lavoro per adattare Kill the Minotaur per il cinema. Gli autori del fumetto Christian Cantamessa e Chris Pasetto stanno scrivendo la sceneggiatura. |